# Nederlands basketbalteam (mannen)
Het Nederlands nationaal basketbalteam is het team van basketballers dat Nederland vertegenwoordigt in internationale wedstrijden.
In de vroege jaren van het team was het regelmatig deelnemer op EK's, en ook in de jaren 80 en 90 was Oranje regelmatig aanwezig. Na 25 jaar afwezigheid, plaatste het team zich in 2014 voor het eerst weer voor een Europees kampioenschap. En begin 2021 lukte het de Orange Lions zich opnieuw te plaatsen voor het EK basketbal toernooi van 2022.

## Historie

### 1946–1961: De eerste jaren

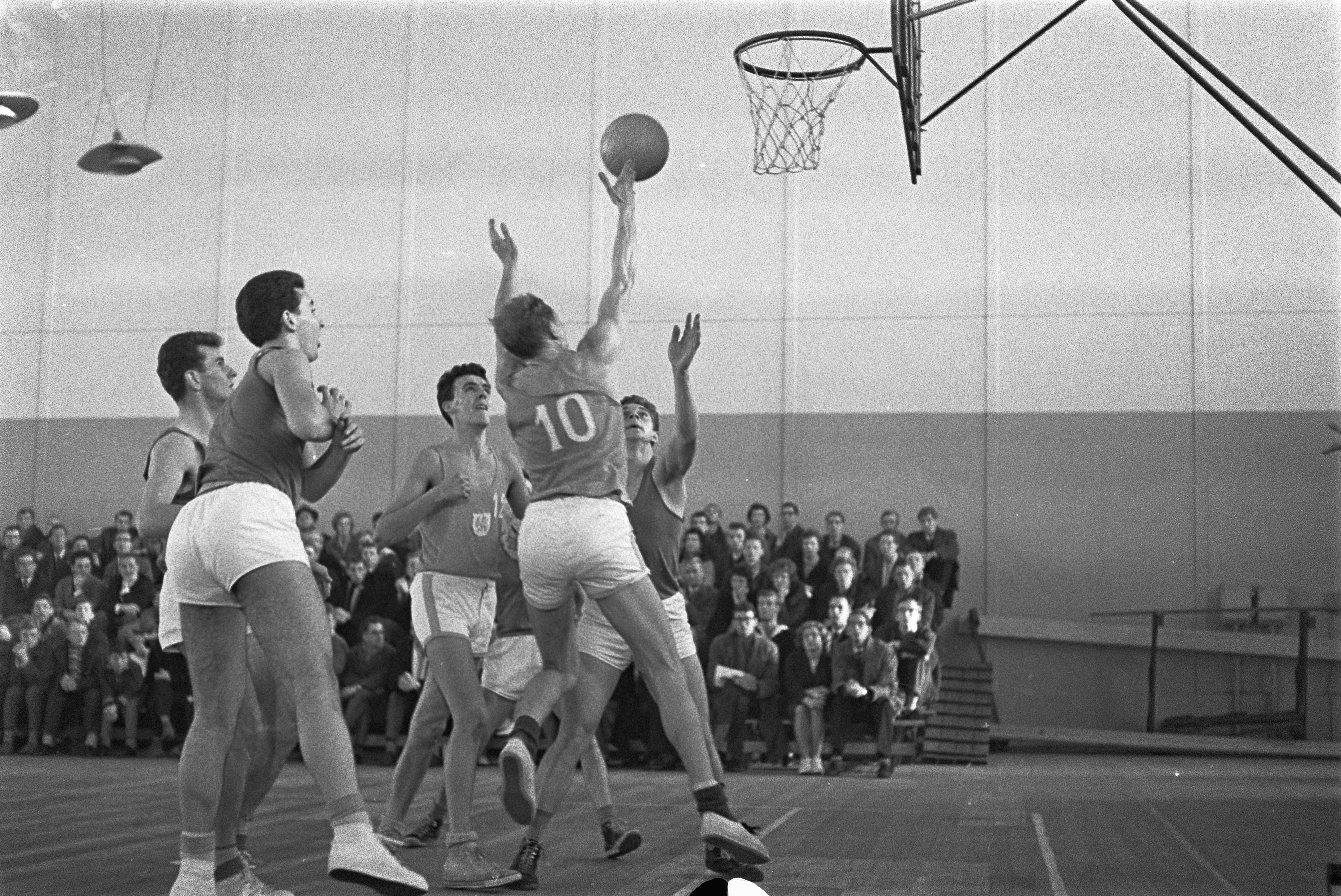
Nederland op het EK van 1959

Nederland deed voor het eerst in 1946 mee aan een officieel internationaal toernooi. Op EuroBasket, beter bekend als het EK, speelde het team hun eerste wedstrijd tegen Engeland. Deze wedstrijd werd gewonnen, maar de wedstrijd erop, tegen Frankrijk, werd verloren. Ook de wedstrijd voor de vijfde plaats werd verloren (met 36-25 van Zwitserland, waardoor Nederland dat jaar zesde werd.
Ook op de volgende drie EK's (1947, 1949 en 1951) deed Oranje, gecoacht door Dick Schmüll, mee. In '49 werd het team 5e, wat de nieuwe beste prestatie van Nederland werd.

### 1961–1991: Frequente deelname EK
Van 1961 tot en met 1967 was Oranje wederom van de partij. Na daarna twee EK's te missen had Oranje opnieuw een streak van 3-achtereenvolgende EK's. Sterspeler was Kees Akerboom sr., die in 1977 tot de "Beste Vijf" van het EK werd verkozen, én topscorer van het toernooi werd.
Na een jaar afwezigheid had Oranje in 1983 haar beste prestatie. Onder leiding van coach Vladimir Heger werd het team 4e, in de strijd om de derde plaats legde Nederland het af tegen de Sovjet-Unie. De daaropvolgende vier EK's eindigde Nederland, dat speelde met NBA-speler Rik Smits, in de middenmoot en onderaan de ranglijst.

### 1991–2012: Lange periode in anonimiteit

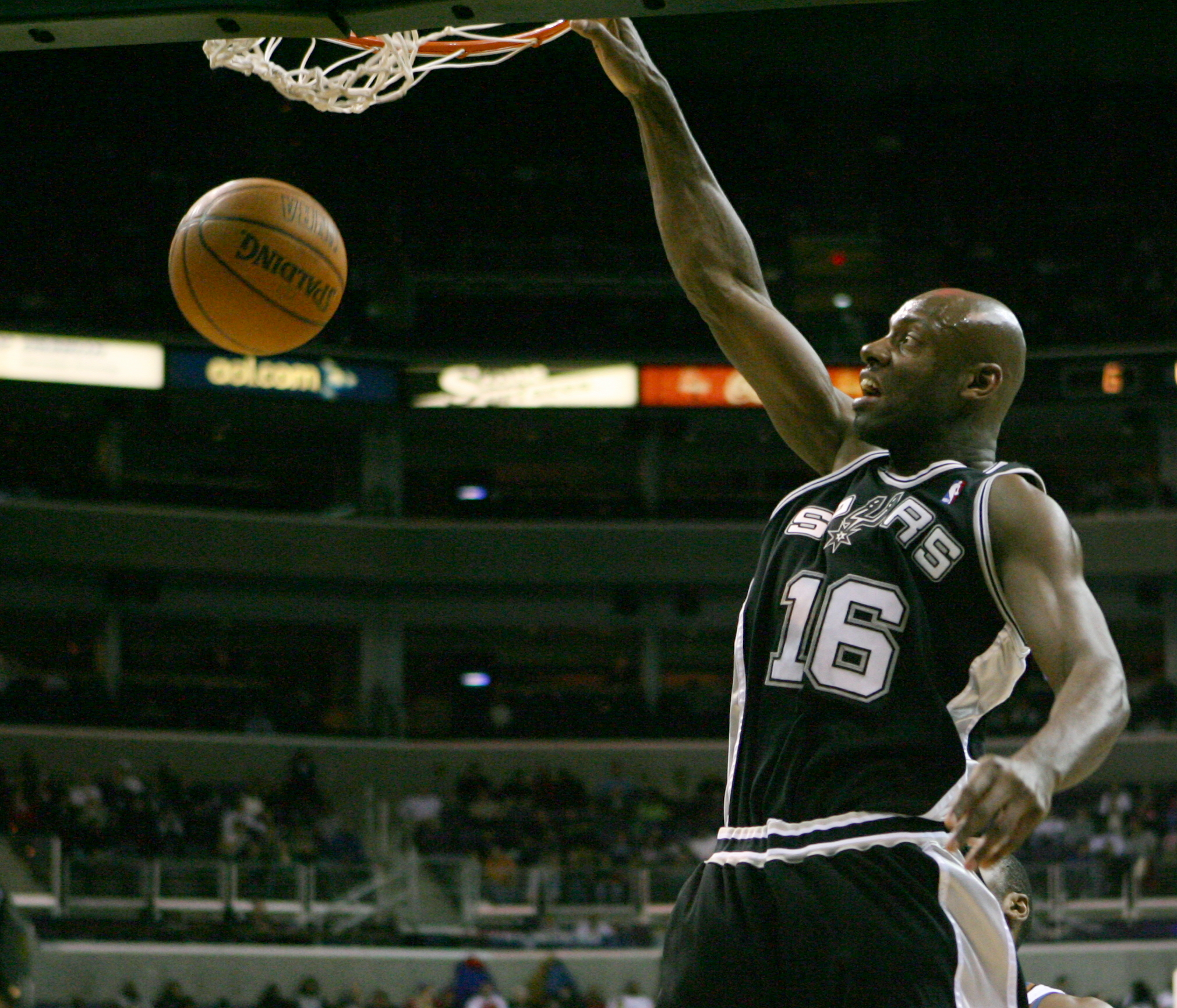
Francisco Elson was lange tijd de grootste naam bij Oranje

Van 1991 tot uiteindelijk 2015 wist Oranje zich niet te plaatsen voor het EK. Thuiswedstrijden van het team werden vooral gespeeld in het Topsportcentrum in Almere. Voormalig NBA-kampioen Francisco Elson speelde dan wel regelmatig mee met het team, in kwalificatietoernooien had Oranje weinig succes. Daarbij wezen andere Nederlandse topspelers zoals Dan Gadzuric uitnodigingen om in Oranje te spelen vaak af, en was de publieke belangstelling miniem.

### Oranje herrijst uit as

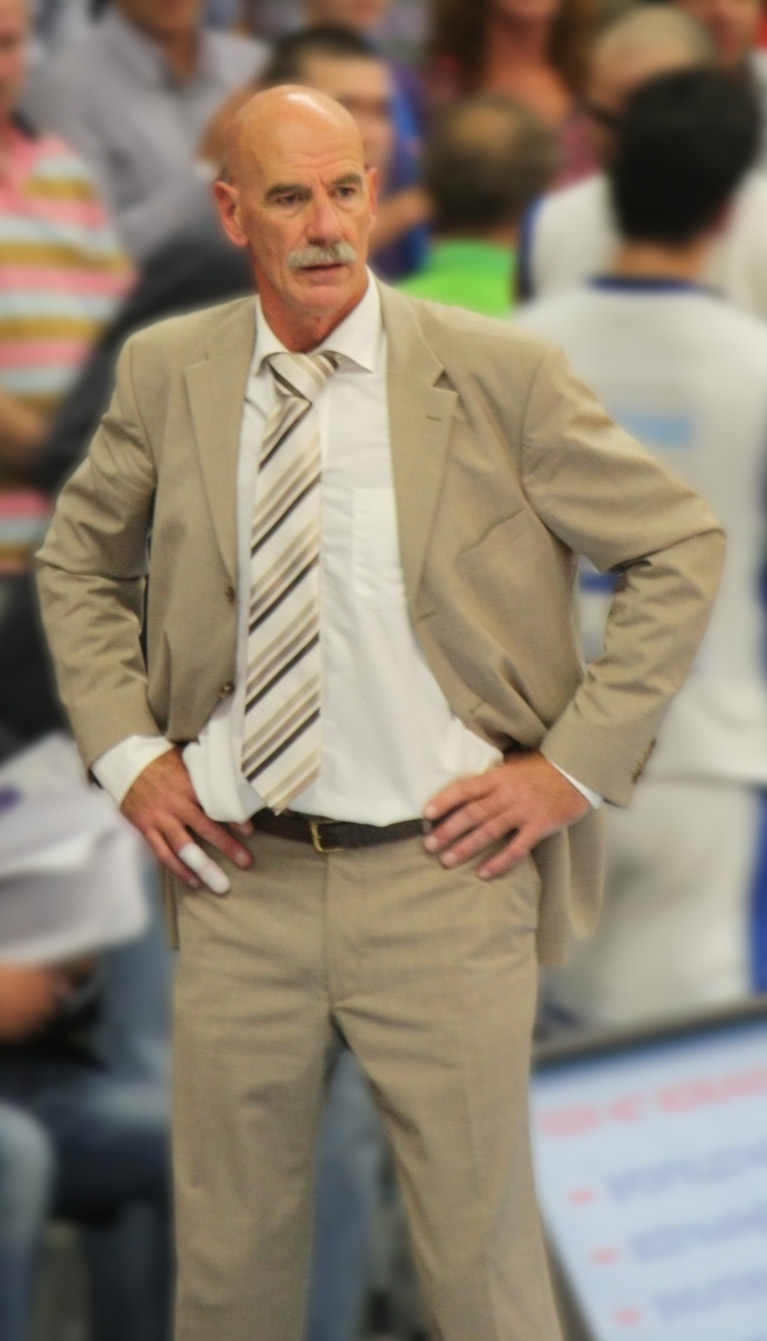
Toon van Helfteren coachte Nederland naar het eerste EK in 25 jaar

In december 2012 kwam de NBB met een verrassend bericht: het Nederlands team werd voor de komende 2 jaar opgeheven. De bond moest flink bezuinigen en besloot het geld dat er was o.a. in jeugdteams te stoppen. Na protest van Nederlandse Eredivisie-spelers besloten alle Eredivisie-clubs te investeren in het Nederlands team. Toon van Helfteren werd in 2013 aangesteld als nieuwe bondscoach, op vrijwillige basis. Ditzelfde jaar leek Nederland op de goede weg naar het EK, nadat beide groepsgenoten Estland en Portugal, verslagen werden. Deze twee zeges werden later echter verloren verklaard: er waren twee spelers als buitenlanders genoteerd in Cunningham en Kherrazi. De bond had dit niet gemerkt, en kreeg vervolgens flinke kritiek te verwerken van spelers en coaches.

#### "Wonder van 2014"
Vooraf aan de tweede ronde van de EK 2015-kwalificatie in juli 2014 zagen zaken er slecht uit voor Oranje. De Eredivisie-clubs zouden snel geen geld meer hebben voor Oranje en het team zou in de toekomst kunnen verdwijnen. Daarbij begon coach Van Helfteren, die ongeveer 40 spelers selecteerde, de voorbereiding met amper 7 man. De rest had om diverse redenen afgezegd.
Toch begon Nederland met beperkte middelen, spelers konden alleen op een reiskostenvergoeding rekenen, aan de EK-kwalificatie. In een poule met Bulgarije, Israël en Montenegro was Oranje op papier de minste. Toch verraste het vriend en vijand door de eerste wedstrijd in Bulgarije te winnen, en ook won het in de derde wedstrijd uit van favoriet Montenegro. Nadat in de 4e wedstrijd van Bulgarije werd gewonnen en in de 5e ruim verloren van Israël had Oranje een kleine kans op het EK. Belangrijke spelers in de overwinningen waren o.a. Slagter, Oudendag en Schaftenaar.
Op 27 augustus 2014 won Nederland met 68-55 van Montenegro in de Vijf Meihal in Leiden. Nadat eerder alle andere uitslagen in het voordeel van Oranje waren uitgevallen, werd Oranje met de overwinning tweede in de poule achter Israël. Dit betekende dat Oranje na 25 jaar weer op een EK ging spelen. 

### Terugkeer naar het EK
Op het EuroBasket 2015 toernooi won het team één wedstrijd (tegen Georgië) en werd het 21e nadat het uitgeschakeld werd in de groepsfase.
In de zomer van 2019 werd de Italiaan Maurizio Buscaglia aangesteld als nieuwe bondscoach. Met Buscaglia speelde Nederland op EuroBasket 2022 in Praag, waar het alle vijf wedstrijden verloor in een groep met Servië, Israël, Finland, Tsjechië en Polen.

## Spelersrecords

### Meeste wedstrijden
| Pos | Naam                 | Debuut | Wedstrijden |
| --- | -------------------- | ------ | ----------- |
| 1   | Toon van Helfteren   | 1971   | 207         |
| 2   | Kees Akerboom sr.    | 1972   | 186         |
| 3   | Ronald Schilp        | 1981   | 171         |
| 4   | Harry Kip            | 1967   | 163         |
| 5   | Jan Dekker           | 1968   | 160         |
| 6   | Ton Boot             | 1959   | 148         |
| 6   | Emill Hagens         | 1977   | 148         |
| 8   | Marco de Waard       | 1984   | 136         |
| 8   | Hugo Harrewijn       | 1968   | 136         |
| 10  | Cock van de Lagemaat | 1977   | 134         |
| 11  | Okke te Velde        | 1985   | 120         |
| 12  | Cees van Rootselaar  | 1987   | 118         |
| 13  | Chris van Dinten     | 1984   | 116         |
| 14  | Arvin Slagter        | 2006   | 110         |
| 15  | Jos Kuipers          | 1981   | 104         |

Laatst bijgewerkt: 17 aug 2013

## Bondscoaches
- Dick Schmüll (1946-1951)
- Freek Brandt (1952)
- Gerrit den Boef (1952-1953)
- Wim van Someren (1953-1955)
- Joop Koper (1955-1957)
- Tan Eng Hau (1956)
- Nico van Pelt (1957)
- Henk Aldenberg (1959)
- Cees Burgert (1960-1965)
- Jan Janbroers (1960-1965)
- Egon Steuer (1966-1970)
- Harry Kippers (1970-1971)
- René Mol (1971-1973)
- Jan Bruin (1974)
- Tom Quinn (1978-1979)
- Jan Sikking (1980)
- Ton Boot (1981)
- Ruud Harrewijn (1982)
- Vladimir Heger (1982-1986)
- Ruud Harrewijn (1986-1991)
- Randy Wiel (1991-1993)
- Toon van Helfteren (1993-1997)
- Lucien Van Kersschaever (1997-1999)
- Jan Eggens (1998-1999)
- Bob Gonnen (1999-2000)
- Maarten van Gent (2000-2003)
- Glenn Pinas (2004-2006)
- Marco van den Berg (2006-2008)
- Gadi Kedar (2008-2012)
- Jan Willem Jansen (2012-2013)
- Toon van Helfteren (2013-2019)
- Maurizio Buscaglia (2019-2022)
- Radenko Varagić (2022-2023)
- Arik Shivek (2023 - heden)

## Teams
Het volgende team bracht Oranje naar hun eerste EK in 25 jaar, in 2014:

##### EK kwalificatie 2014
| Team 2014 | Team 2014 | Team 2014           | Team 2014 | Team 2014 | Team 2014 | Team 2014                | Team 2014                 |
| Nr | Pos       | Naam                | Lengte    | Intl a    | Debuut    | Club                     | Land                      |
| --- | --------- | ------------------- | --------- | --------- | --------- | ------------------------ | ------------------------- |
| 4 | G         | Arvin Slagter       | 1,91      | 68        | 2006      | SPM Shoeters Den Bosch   | Vlag van Nederland        |
| 5 | PG        | Leon Williams       | 1,82      | 11        | 2012      | Landstede Basketbal      | Vlag van Nederland        |
| 6 | SG        | Worthy de Jong      | 1,94      | 20        | 2012      | Zorg en Zekerheid Leiden | Vlag van Nederland        |
| 7 | PF        | Julius van Sauers   | 1,94      | 0         | 2014      | BC Apollo b              | Vlag van Nederland        |
| 8 | G         | Dexter Hope         | 1,85      | 0         | 2014      | Aris Leeuwarden          | Vlag van Nederland        |
| 9 | SF        | Mohamed Kherrazi    | 2,00      | 5         | 2013      | Zorg en Zekerheid Leiden | Vlag van Nederland        |
| 10 | F         | Ralf de Pagter      | 2,02      | 0         | 2014      | SPM Shoeters Den Bosch   | Vlag van Nederland        |
| 11 | C         | Thomas Koenis       | 2,10      | 15        | 2010      | Donar                    | Vlag van Nederland        |
| 13 | C         | Kevin Bleeker       | 2,07      | 0         | 2014      | Canisius Golden Griffins | Vlag van Verenigde Staten |
| 14 | C         | Nick Oudendag       | 2,09      | 11        | 2009      | Matrixx Magixx b         | Vlag van Nederland        |
| 21 | PF        | Roeland Schaftenaar | 2,10      | 8         | 2010      | CB Breogán b             | Vlag van Spanje           |
| 0a – Interlands tot en met juli 2013. 0b – Deze speler was transfervrij, de club waar hij het laatst voor speelde wordt aangegeven. |           |                     |           |           |           |                          |                           |